# Neominniza halophila
Neominniza halophila är en spindeldjursart som beskrevs av Beier 1964. Neominniza halophila ingår i släktet Neominniza och familjen Garypinidae. Inga underarter finns listade i Catalogue of Life.